# Radio 1 (München)
Radio 1 war ein privater Hörfunksender, der auf der UKW-Frequenz 89,0 in München sendete.
Der Sender entstand aus dem Zusammenschluss der Sender Radio 89, UFA Radio und Musikwelle Süd, sowie anderer Lizenzinhaber aus den Anfängen des Privatfunks in Deutschland. Er sendete ab Mitte 1985 bis zum 30. September 1987. Der Sender war getragen von großen Medienunternehmen (Burda, Kirch) die an eigenen Radioaktivitäten interessiert waren. Moderatoren des Programms waren beispielsweise Stefan Lehmann, Klaus Klump, Peter Niedner, Alexa Agnelli, Stefan Parisius, Norbert Lill, Markus Langemann, Reiner Balin und Cornelia Müller. Auch der Astrologe Winfried Noé begann hier seine Rundfunkkarriere. Knapp ein Jahr vor dem Sendestart von Antenne Bayern wurde der Sender eingestellt. Die Gesellschafter der „Antenne“ waren großenteils identisch mit denen von Radio 1. Stephan Lehmann wechselte beispielsweise nach seiner Tätigkeit bei Radio 1 zu Antenne Bayern.

## Sendungen
Sendungen waren beispielsweise „Alptraum“, „Sunrise“, die „Oldie Nacht“, „Radio Boulevard“, „Treffpunkt Studio“ oder auch „Sie machen Musik“.